# نظرية التحكم الاجتماعي
في علم الإجرام، تقترح نظرية التحكم الاجتماعي أن عمليتي التنشئة الاجتماعية والتعلم الاجتماعي تبنيان ضبط النفس وتقللان استعداد الأفراد للمشاركة في السلوكيات التي ينظر إليها على أنها معادية للمجتمع. النظرية مستمدة من النظريات الوظيفية في الجريمة، طورها إيفان ناي (1958) الذي اقترح وجود ثلاثة أنواع من التحكم:
- المباشر: من خلال التهديد بالعقوبة أو تنفيذها في مواجهة سلوك خاطئ، يكافَأ الامتثال والمطاوعة من قبل الوالدين والعائلة والسلطة.

- غير المباشر: من خلال التماهي مع المؤثرين في السلوك، لنقل إن سبب ذلك هو أن السلوك الجانح قد يسبب الألم والخيبة للوالدين والمقربين الآخرين.

- الداخلي: يمتنع من خلاله الناشئ عن الجنوح بتأثير الضمير أو الأنا الأعلى.

## التعريف
تقترح النظرية أن علاقات الأفراد والتزاماتهم وقيمهم ومعتقداتهم وأعرافهم تدفعهم لعدم انتهاك القانون. وهكذا، إذا استوعب الأفراد القواعد الأخلاقية في دواخلهم وارتبطوا بمجتمعهم ووجدوا مصلحتهم فيه، سيحدون طوعيًا من نزعتهم نحو الأفعال المنحرفة. تسعى النظرية لفهم الطرق التي يمكن من خلالها إنقاص احتمال تطور الإجرام في الأفراد. لا تأخذ النظرية بعين الاعتبار مسألة الدوافع، وتبدأ ببساطة بأن الإنسان قابل للانخراط في مجموعة واسعة من النشاطات، ولكن عمليتي التنشئة الاجتماعية والتعلم الاجتماعي تحدان من تلك القابلية. النظرية مشتقة من رؤية هوبز للطبيعة الإنسانية المتمثلة في كتابه «ليفياثان»، ما يعني أن الخيارات تحدها وتطوقها عقود واتفاقات وترتيبات اجتماعية خفية بين الناس. فتُبنى الأخلاق من خلال بناء النظام الاجتماعي، وتعيين نتائج وعواقب الخيارات التي يتخذها الفرد ووسمها بالشر أو اللاأخلاقية أو مخالفة القانون.

## مؤيدون للنظرية

### إدوارد إيه. روس
اقتُرحت أول صيغة للنظرية على يد إدوارد إيه. روس (أو أنه أول من صاغها ودوّنها) في عام 1901، وعرف التحكم الاجتماعي بقوله «كلما احتوى المجتمع الذي يسير بسلاسة التقطعات والانحرافات المتكررة لأنشطة أفراده، كان النظام الاجتماعي أكثر كمالًا»، وهكذا، كلما كان النظام الاجتماعي أكثر كمالًا، تحقق مزيد من التحكم الاجتماعي. أشهر أعماله كتاب «التحكم الاجتماعي» في عام 1901، والذي عالج أسباب ووسائل الحد الاجتماعي لأفعال الأفراد.

### ألبرت جاي. ريس
اقتُرحت صيغة باكرة أخرى للنظرية من قبل ريس (1951: 196) الذي عرّف الجنوح بأنه «سلوك ناتج عن فشل التحكم الاجتماعي والذاتي». عُرف التحكم الذاتي بأنه «قدرة الفرد على منع تلبية احتياجاته بطرق تعارض قواعد وأعراف المجتمع». وعرف التحكم الاجتماعي بأنه «قدرة الجماعات والمؤسسات الاجتماعية على جعل الأعراف والقواعد فعالة». لم تحدد نظرية ريس مصادر هاتين «القدرتين» ولا آليات التحكم الخاصة التي تؤدي إلى امتثال الأفراد، ولكنه أكد أن فشل الجماعات الأولية كالعائلة في تعزيز الأدوار والقيم غير المنحرفة هو أمر حاسم في تفسير الجنوح. كتب ريس أيضًا الكثير حول تطبيق أفكاره في علم الإجرام.

### إف. إيفان ناي
لم يوسع إيفان ناي (1958) نظرية التحكم الاجتماعي في الجنوح وحسب، بل حدد طرقًا «لتفعيل» (قياس) آليات التحكم وربطها بالتقارير الذاتية حول السلوك الجانح. صاغ النظرية بعد مقابلته 780 شابًا في ولاية واشنطن. انتُقدت العينة لأنها لم تمثل الشرائح الحضرية ولأن المنتقَين كانوا أكثر ميًلا لوصف عائلاتهم بشكل سلبي.
قلق البعض حول ذكر النشاط الإجرامي في سؤالين فقط من الأسئلة، ولذلك اعتبروا الاستقراءات الخاصة بالإجرام عمومًا غير أكيدة. ومثل ريس، ركز ناي على العائلة كمصدر للتحكم وحدد ثلاثة أنماط مختلفة من التحكم:
- التحكم المباشر: العقوبة والمكافأة.
- التحكم غير المباشر: التماهي العاطفي مع غير المجرمين.
- التحكم الداخلي الضمير أو الشعور بالذنب.

تتحكم النواهي المفروضة من قبل الوالدين بشكل مباشر بالناشئ، وبذلك تحاصر فرصة جنوحه. إضافة إلى المكافأة والعقاب الوالدي. ولكن، قد يمتنع الناشئ عن الجنوح عندما يصبح حرًا من التحكم المباشر عبر تقديره للرفض الوالدي (التحكم غير المباشر)، أو عبر تطوير الضمير، المانع الداخلي للسلوك. يناقض التركيز على العائلة كمصدر للتحكم التأكيد على الظروف الاقتصادية بشكل كبير، كمصدر للدوافع الإجرامية في ذلك الوقت. أقر ناي بدور قوى الدوافع عبر قوله «تنتج بعض السلوكيات الجانحة عن مزيج من التعلم الإيجابي وضعف وعدم فعالية التحكم الاجتماعي» (1958: 4) وتَبنّى نظرية التحكم عندما اقترح أن معظم الافعال الجانحة تنتج عن ضعف التحكم الاجتماعي.

### والتر ريكلس
طور والتر ريكلس (1961) نظرية الاحتواء عبر التركيز على مفهوم الذات وصورة الذات المرتبطة بكون المرء صالحًا عند الناشئة، كعازل عن ضغط الأقران الذي يدفعهم للمشاركة في الجنوح.
- الاحتواء الداخلي: الشعور الإيجابي بالذات.

- الاحتواء الخارجي: الإشراف والانضباط.

يتطور الاحتواء الداخلي عبر صورة الذات في العائلة، ويتشكل أساسًا في نحو الثانية عشر من العمر. الاحتواء الخارجي انعكاس للعلاقات الاجتماعية القوية مع الأساتذة والمصادر التقليدية الأخرى للتنشئة الاجتماعية المحيطة. الافتراض الأساسي هو وجود عوامل «دفع» و«سحب» ينتج عنهما سلوك جانح، إلا إذا واجه الاحتواء هذه العوامل.
الدوافع نحو السلوك الجانح (عوامل الدفع):
- عدم الرضا حول ظروف المعيشة.

- الصراعات العائلية العدوانية والبغض، ربما بسبب عوامل بيولوجية.

- الإحباط والملل، لنقل إنهما ينتجان عن الانتماء لمجموعة من الأقليات أو عبر نقص فرص التقدم الدراسي أو إيجاد العمل.

وعوامل السحب:
- الأقران الجانحون

- الثقافات الفرعية الجانحة.[8]

### ترافيس هيرسكي
تبنّى ترافيس هيرسكي مفهوم الاستثمار في «التقليدية» أو «المصلحة في الامتثال». وشدد على دور التعقل في اتخاذ القرار بشأن ارتكاب الجريمة، وجادل بكون الفرد أقل ميلًا لاختيار الجريمة حين تكون لديه روابط اجتماعية قوية.

#### النظرية العامة للجريمة
ابتعد هيرسكي بعد ذلك عن نظرية الروابط تلك، وبالتعاون مع مايكل ر. جوتفريدسون، وضع النظرية العامة أو «نظرية ضبط النفس» في عام 1990. جادل إيكرز (1991) بأن نقطة الضعف الرئيسية في النظرية الجديدة هي عدم فصل ضبط النفس عن الميل نحو السلوك الإجرامي في التعريف. عبر عدم تعمد تفعيل سمات ضبط النفس والسلوك الإجرامي أو الأفعال الإجرامية كل على حدة، فإن النظرية تشير إلى أن مفهومي انخفاض ضبط النفس من جهة والميل نحو السلوك الإجرامي من جهة أخرى متماثلان. دحض هيرسكي وجوتفريدسون (1993) حجج إيكرز بالإشارة إلى أن ذلك يعد مؤشرًا على اتساق النظرية العامة. أي أن النظرية منسجمة داخليًا عبر وضع مفهوم الجريمة واستنباط مفهوم سمات المجرم منه. مازال مجتمع الباحثين منقسمًا حول استمرار النظرية مع وجود تأكيدات جديدة لتنبؤاتها.

## الانتقادات
تستند الكثير من الأبحاث الباكرة في نظرية التحكم الاجتماعي على دراسات مبنية على التقارير الذاتية. النقد الموجه لبيانات التقارير الذاتية يأخذ بعين الاعتبار وجود دوافع مختلفة لتقديم المعلومات عند الأفراد، وأن الأسئلة قد تفهم بشكل مختلف بين المشاركين. مع ذلك، الكثير من الاستنتاجات مقنعة حدسيًا، كاستنتاج أن الأفراد لن يشاركوا في الجريمة إذا وجدوا أنها تمثل خطرًا على عاطفة واحترام الآخرين ذوي الأهمية، أو إذا كانت ستسبب خسارة العمل أو الاستقلال أو ستؤدي إلى السجن.
يشير ديفيس (1994 و2004) إلى انحدار معدل الجريمة بشكل كبير وكذلك معدلات تعاطي الكحول والمواد المخدرة في بريطانيا أواخر القرن التاسع عشر. وقلت حينها الولادات خارج الزواج. بقيت تلك المؤشرات المتعلقة بالانحراف ثابتة بين الحرب العالمية الأولى و1955. وبعد 1955، ارتفعت جميعها لتشكل منحني انحراف بشكل U، خلال الفترة من 1847 إلى 1997. عزا ديفيس التحول الأول إلى تبني ثقافة تسلم بقواعد المسيحية البروتستانتية. آمن الجميع في ذلك الوقت -إلى حد ما على الأقل- بنظام أخلاقي يوجب مساعدة الغير. كان هذا الاعتقاد متجذرًا في الدين. بقيت نفس القواعد الاجتماعية المتعلقة بحماية الفرد والملكية والتي شكلت القانون قبل 1955 كقانون سياسي. مفهوم أن الناس لا يمكن السيطرة عليهم وقد يعتدون على هذه القواعد في التفاعلات الاجتماعية هو أمر لا يمكن شرحه ببساطة بحساب عدد الملتزمين بالقاعدة الذهبية.